# Roundway
Roundway är en ort och tidigare civil parish, i civil parish Devizes, i distriktet Wiltshire, i Storbritannien. Det ligger i grevskapet Wiltshire och riksdelen England, i den södra delen av landet, 130 km väster om huvudstaden London. Roundway var en civil parish 1894–2017 när blev den en del av Devizes och Bishops Cannings. Civil parish hade 5 290 invånare år 2011.